# José Enrique Núñez Guijarro
José Enrique Núñez Guijarro (Madrid, 14 de març de 1974) és un polític i funcionari espanyol del Partit Popular (PP).

## Biografia
Nascut el 14 de març de 1974 a Madrid, es va llicenciar en Dret per la Universitat Complutense de Madrid (UCM).
Nombre 27 de la llista del Partit Popular (PP) a les eleccions municipals de 2003 en Madrid, va ser escollit regidor de l'Ajuntament de Madrid, càrrec que va renovar a les eleccions de 2007 i 2011. Va exercir de regidor-president dels districtes de San Blas (2003-2007) i Centro (2007-2012).
Entre abril i juny de 2015 va exercir de primer tinent d'alcalde de l'Ajuntament de Madrid. Va ser inclòs en el lloc número 25 de la llista del PP per a les eleccions a l'Assemblea de Madrid de 2015, i va resultar elegit diputat regional de la desena legislatura.
Al desembre de 2018 va ser condemnat (al costat d'altres regidors del Partit Popular) pel Tribunal de Comptes al pagament de 2,8 milions d'euros per la venda irregular a l'octubre de 2013 de 1860 promocions d'habitatge públic de la Empresa Municipal de l'Habitatge i Sòl (EMVS) al fons voltor Blackstone.